# Sông Krông Năng
Sông Krông Năng hay sông Krông H'Năng là một phụ lưu của sông Ba chảy qua địa bàn ba tỉnh Đắk Lắk, Gia Lai và Phú Yên tại miền Trung Việt Nam.
Sông bắt nguồn từ dãy núi Chư Tun có độ cao 1200 m. Sông có chiều dài 130 km, diện tích lưu vực 1.753 km². Đây là một dòng sông nhỏ, hiền hoà vào mùa khô nhưng tương đối dữ dội vào mùa mưa.

## Phụ lưu
Suối Ea Krông Jing (hay Ea Krông H'Ding) là phụ lưu của Krông H'Năng, dài khoảng 30 km chảy từ dãy Chư Prông cao 1.108 m ở phía nam thị trấn M'Drắk, theo hướng tây bắc, và đổ vào Krông H'Năng tại ranh giới 3 xã Ea Sô huyện Ea Kar, xã Ea Pil và Cư Prao huyện M'Drắk 12°51′57″B 108°36′39″Đ / 12,865946°B 108,610708°Đ.

## Thủy điện
Thủy điện Krông H'năng xây dựng trên dòng Krông H'Năng tại vùng đất xã Ea Ly huyện Sông Hinh tỉnh Phú Yên và xã Ea Sô huyện Ea Kar tỉnh Đắk Lắk, có công suất lắp máy 64 MW với 2 tổ máy, khởi công tháng 5/2005, hoàn thành tháng 3/2011.
Tọa độ: 12°56′35″B 108°42′24″Đ / 12,943136°B 108,706691°Đ.

## Chỉ dẫn
1. ↑  Trong tiếng các dân tộc thuộc nhóm ngôn ngữ Môn-Khmer ở Tây Nguyên và trong tiếng Việt cổ (trước thế kỷ 16, xem Chữ Nôm) thì "đăk" đã có nghĩa là nước, sông, suối, còn "krông" nghĩa là sông. Trong tiếng một số dân tộc Tây Nguyên khác thì "ea"/"ia" có nghĩa là nước, sông, suối.